# Descente de croix (Rembrandt, 1634)
La Descente de croix est une peinture à l'huile sur toile réalisée en 1634 par Rembrandt. C'est une de ses nombreuses scènes religieuses. Il est conservé au Musée de l'Ermitage à Saint-Pétersbourg. Il est particulièrement intéressant d'un point de vue stylistique, avec une composition unique et une variété remarquable des effets d'éclairage.

## Description
La descente de croix est un thème classique de l'art religieux, et, comme beaucoup d'artistes avant et après lui, Rembrandt l'a traité plusieurs fois. 
L'œuvre conservée au Musée de l'Ermitage se distingue par une composition complexe des personnages. La scène est dense, mais le visage de chacun d'entre eux a une expression propre, le plus souvent débordante d'émotion. 
Elle juxtapose les pleurs et les lamentations ouvertes des femmes, et la douleur intérieure, pensive et tendue dans le silence, des hommes. 
Marie, mère de Jésus, est montrée inconsciente, brisée par la souffrance et un chagrin immenses. Elle est portée, physiquement, et probablement mentalement, par ceux qui l'entourent.
Jésus lui-même est peint d'une manière réaliste, avec un corps effondré et tordu, presque amorphe, que la vie a quitté. Les contours de son cadavre sont arrondis, procès des représentations de Rubens, et la question se pose d'une influence de ce peintre sur Rembrandt. Les marques de la couronne d'épines et les plaies du Christ sont visibles.
L'éclairage, complexe, se concentre sur certains personnages. La scène se déroule la nuit, et elle est éclairée par des torches et des bougies. Le corps de Jésus, au centre du tableau, est la partie la plus lumineuse et claire, l'arrière-plan, dans l'obscurité, est d'un noir presque d'encre. Trois principaux groupes, par paliers de luminosité, se détachent : celui de Jésus et des hommes qui le portent, celui des femmes étalant ce qui semble être un linceul, et Marie et ceux qui la soutiennent. La lumière semble ainsi organiser l'œuvre, et élucider ce qui s'est passé et ce qui va advenir, et leurs effets sur les âmes.

## Analyse
Les scènes et l'imagerie  religieuses sont souvent utilisées par Rembrandt dans ses peintures. Les sujets bibliques sont fréquents dans la fin de son œuvre. Le thème de la Descente de croix a cependant une place particulière. 
La famille de Rembrandt était assez à l'aise, avec un père meunier, et une mère fille de boulanger. Elle appartenait à l'Église catholique romaine et lui à l'Église réformée néerlandaise. Le peintre lui-même n'aurait pas été élevé dans une de ces deux fois. Les Pays-Bas connaissent pendant sa jeunesse et les premières années de sa carrière de profonds changements religieux, avec la troisième vague de la Réforme Protestante. Elle est suivie par une campagne de grande envergure les Jésuites pour raviver la foi des Catholiques. Mais la baisse de leur nombre et un afflux d'immigrants protestants entrainent la fin de la domination de l'église catholique romaine et la montée du Calvinisme orthodoxe. 
Ce contexte familial et historique peut expliquer le choix de Rembrandt : la Descente de croix est une référence biblique commune aux deux croyances.

## Mise à l'abri pendant la Seconde Guerre mondiale
Au cours de la Seconde Guerre mondiale, le musée de l'Ermitage, où était conservée la Descente de Croix, a dû la protéger face au risque d'un siège et d'une prise de Leningrad. Les œuvres ont été retirées de leur cadre et emballées dans des caisses et évacuées. Les plus grandes ou celles qui étaient trop fragiles pour une évacuation ont été placées dans les caves, elles-mêmes renforcées contre les bombes. Après le siège, l'Ermitage, réparé et de nouveau rempli de ses chefs-d'œuvre, a rouvert en 1945.